# Doris Eaton
Doris Eaton, na haar huwelijk met Paul Travis: Doris Eaton Travis (14 maart 1904 – 11 mei 2010) was een Amerikaanse actrice, zangeres, schrijfster en model.

## Levensloop en carrière

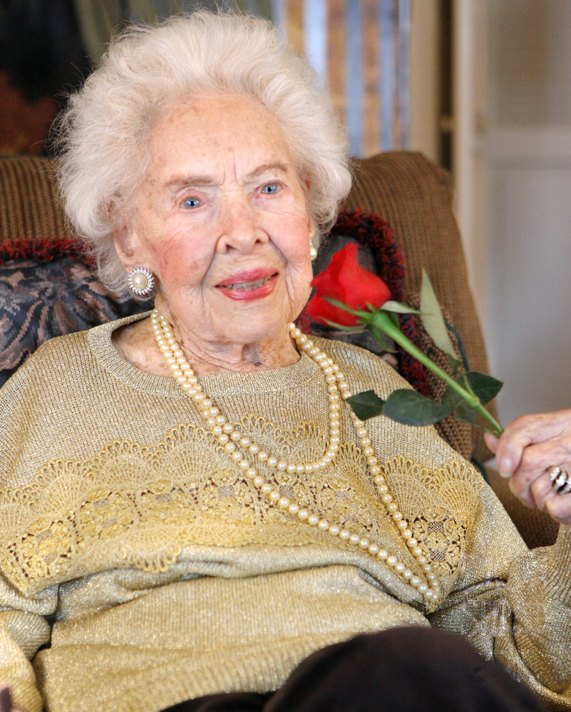
Doris Eaton Travis in 2010

Eaton kwam uit een gezin van 7 kinderen, van wie er vier in de showbizz zouden gaan. Ook haar broer Charles Eaton en haar zussen Mary en Pearl werden bekend. In 1911 speelde ze met haar twee zussen in de theaterversie van The Blue Bird van Maurice Maeterlinck. In 1918 danste haar zus Pearl mee in de revue Ziegfeld Follies van Florenz Ziegfeld. In datzelfde jaar vervoegde Doris de revue.
Eaton maakte haar debuut in de filmwereld in 1921 in een film met Billie Dove. In de jaren 20 zou ze in verschillende films meespelen. Vanaf de jaren 30 zou ze actief zijn als danslerares. Hier leerde ze haar man Paul Travis kennen, met wie ze 70 jaar zou getrouwd blijven. Ze keerde nog eenmaal naar het grote scherm terug voor de film Man on the Moon in 1999.
Doris Eaton Travis overleed in 2010 op 106-jarige leeftijd.